# Valea Popii, Călărași
Valea Popii este un sat în comuna Radovanu din județul Călărași, Muntenia, România.